# マルティン・ウイテンボハルド

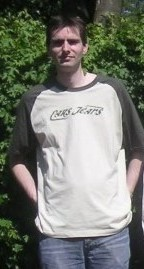
マルティン・ウイテンボハルド

マルティン・ウイテンボハルド（Marthijn Uittenbogaard, 1972年4月21日 - ）は、オランダ・ライデン市出身の政治家。慈善・自由・多様党党首。
1972年4月21日、オランダのライデン市に生まれる。4歳年上・2歳年上の兄、2歳年下の妹がおり、12歳までライデン市郊外の農場で育つ。尚、両親の内、父親が母親とは26歳も年が離れている。
本人曰く、学校ではあまり喋る様な子ではなかったらしい。
12歳の時に引越しをするものの、25歳の時には再びライデン市において一人暮らしを始める。
2006年5月31日に慈善・自由・多様党を立ち上げる。
本人は、「子供たちにセックスを禁じても、より彼らの好奇心を強くするだけだ」と語り、「我々は国民のあらゆる層から支持を受けている」としたが、5月31日に同国ライデンで行われた結党集会は、報道陣の姿があった程度で閑散としており、選挙出馬の準備に際しても、住民の8割以上が出馬に反対し、出馬に必要な数の署名を集めることができなかった。このように、一般市民からの支持はほとんど獲得できないまま、党は2010年に解散した。